# Tettigidea imperfecta
Tettigidea imperfecta är en insektsart som beskrevs av Bruner, L. 1906. Tettigidea imperfecta ingår i släktet Tettigidea och familjen torngräshoppor. Inga underarter finns listade i Catalogue of Life.